# ضد الظلام (فلم)
ضد الظلام (بالإنجليزية: Against the Dark) هو فيلم حركة ورعب تم إنتاجه في الولايات المتحدة ورومانيا وصدر سنة 2009 بطولة ستيفن سيغال.

## القصة
بعد إصابة معظم البشر على سطح كوكب الأرض بفيروس غريب تحولوا إلى كائنات متوحشة تأكل لحوم البشر وتشرب دماءهم، يقرر مجموعة من المقاتلين الناجين تحت قيادة المحارب (تاو) مطاردة تلك الكائنات والقضاء عليها، ويحاول ستة أشخاص من الناجين غير المصابين بهذا الفيروس المتوحش الهروب من داخل مستشفى مهجورة محاطة بعديد من الكائنات المتحولة، ولكن (تاو) ومجموعته من المقاتلين يظهرون لمساعدة هؤلاء الناجين الأبرياء، في نفس الوقت الذي تستعد فيه الإدارة العسكرية بالجيش الأمريكي لتفجير المنطقة بكاملها، ومحوها من على الخريطة للحد من انتشار تلك الكائنات.

## الميزانية والإيرادات
كلف الفيلم 7 ملايين دولار.

## وصلات خارجية
- ضد الظلام على موقع IMDb (الإنجليزية)
- ضد الظلام على موقع روتن توميتوز (الإنجليزية)
- ضد الظلام على موقع نتفليكس (الإنجليزية)
- ضد الظلام على موقع قاعدة بيانات الأفلام العربية
- ضد الظلام على موقع ألو سيني (الفرنسية)
- ضد الظلام على موقع Turner Classic Movies (الإنجليزية)
- ضد الظلام على موقع أول موفي (الإنجليزية)
- ضد الظلام على موقع فيلمافينيتي (الإسبانية)
- ضد الظلام على موقع قاعدة بيانات الأفلام السويدية (السويدية)
- ضد الظلام على موقع قاعدة بيانات الفيلم (الإنجليزية)